# Жорж Лемуан
Жорж Лемуан (фр. Georges Lemoine; 20 червня 1934, Руан, Приморська Сена — 25 липня 2025, Кан, Кальвадос) — французький політик, член Соціалістичної партії та Незалежної робітничої партії.

## Біографія

### Ранні роки та початок політичної кар'єри
Народився в Руані 20 червня 1934 року, навчався у Вищій нормальній школі Сен-Клу. Став доцентом і 1965 року приєднався до партії Конвенція республіканських інституцій, яку очолював Франсуа Міттеран. Вперше балотувався на муніципальних виборах 1971 року за лівоцентристським списком у Дре. Однак його не обрали, і згодом він приєднався до Соціалістичної партії. 1973 року безрезультатно балотувався у 1-му виборчому окрузі Ер і Луар. Першого успіху досяг на виборах до кантонів 1973 року, представляючи кантон Шартр-Півдньосхідний. 1977 року обраний мером Шартра і 1978 року отримав місце в Національних зборах.

### Перший термін на посаді мера Шартра
Під час свого першого терміну на посаді мера Шартра створив план розширення готельних потужностей міста, попри опір Національної конфедерації готельєрів. 1980 року відкрив Міжнародний центр вітражів у присутності президента Валері Жискара д'Естена. Вступив у суперечку із заступником мера Андре Гейцем і пішов у відставку. 12 жовтня 1981 року Муніципальною рада переобрала його, що дозволило Лемуану обрати нового заступника мера. 1983 року переобраний народом.

### Державний секретар
Після президентських виборів 1981 року, на яких перемогу здобув соціаліст Франсуа Міттеран, Лемуана призначили державним секретарем промисловості, але пропрацював лише один місяць. Його переобрали на законодавчих виборах того року. Його знову переобрали у 1986 та 1988 роках.

### Переобрання на посаду мера Шартра
1988 році заснував «Міжнародний центр середньовіччя», щоб підкреслити спадщину міста. Проєкт передбачав створення 15 000 м² музею релігійного мистецтва біля Шартрського собору. 1990 року розпочали археологічні розкопки, а 1993 року завершилися, але проєкт так і не реалізували. Під час виборів 1989 року його переобрали мером у першому турі. 1991 року для залучення бізнесу створив бізнес-парк площею 200 гектарів поблизу автомагістралі A11.

### Розбіжності з Соціалістичною партією
1992 року заснував власний політичний клуб Республіканський союз за Ер і Луар. Того року він відмовився очолювати Соціалістичну партію на виборах до кантонів. Під час парламентських виборів 1993 року переміг кандидата від партії Об'єднання на підтримку Республіки Жоржа Корню. На виборах до кантонів 1994 року відмовився балотуватися як кандидат від Соціалістичної партії, але все ж таки отримав мандат під егідою Республіканського союзу за Ер і Луар
Після тимчасового розв'язання своїх суперечок з Соціалістичною партією, 1995 року його переобрали мером Шартра. Однак місто почало відчувати фінансові труднощі, що й оприлюднила Регіональна аудиторська палата у звіті 1996 року. Лемуан вжив рішучих заходів, підвищив податки та суворо контролював витрати, щоб уникнути нагляду за фінансами міста з боку префекта. 1997 року ледве повернув собі місце в Національних зборах. Щоб не мати кількох мандатів, наступного року він залишив посаду мера Шартра, але залишився президентом округу Шартр, який 2000 року став агломерацією Шартр-метрополь. 2001 року переобраний до Генеральної ради департаменту Ер і Луар.

### Втрата муніципального та національного мандатів
Зазнав поразок на муніципальних виборах 2001 року та виборах до законодавчих органів 2002 року. Не пройшов до другого туру виборів мера Шартра, програвши Жанові-П'єрові Горжу. Горж також переміг його у другому турі на виборах до законодавчих органів наступного року.

### Політичний занепад
Після поразки на виборах Лемуана усунули з посади лідера Соціалістичної партії в департаменті Ер і Луар. Він зберіг своє місце в генеральній раді на виборах до кантонів 2004 року, але втратив його 2008 року. 2007 року без успіху балотувався до Національних зборів. Вибори визнали недійсними після шахрайства, виявленого Жан-П'єром Горжем, і Лемуан знову змагався за це місце. Він вийшов з Соціалістичної партії й отримав підтримку Незалежної робітничої партії. Однак не пройшов до другого туру. 2011 року спробував повернути місце в Генеральній раді Ер і Луар, але отримав лише 5,74 % голосів.

### Після політики
Після відходу з політики він зіткнувся з важкими часами, 2013 року його заарештували в поїзді за те, що він перебував в стані алкогольного сп'яніння в громадському місці. Під час муніципальних виборів 2014 року дав інтерв'ю і висловив жаль з приводу того, що його план створення центру історичних досліджень на площі Шартрського собору так і не здійснився.

### Смерть
Помер у Кані 25 липня 2025 року у 91 рік.

## Відзнаки
- Лицар Ордена Почесного легіону (1994)[32]
- Медаль пошани за службу (2022)[33]